# Tomatensaus
Tomatensaus is een algemene term die kan verwijzen naar een grote verscheidenheid aan sauzen met tomaat als basis. Er bestaan recepten voor vlees, vis en groenten met tomatensaus, maar een bekende toepassing is die van pasta met tomatensaus.
Sauzen op basis van tomaten bestaan in vrijwel alle moderne keukens, variërend van eenvoudige Italiaanse pastasauzen die slechts bestaan uit tomaten (vers of tomatenpuree) en wat olijfolie tot meer gevulde sauzen als de bolognesesaus met naast tomaten ook rundvlees, spek en groenten. Daarnaast zijn er onder meer de pittige tomatensalsa uit de Mexicaanse keuken en de zoete tomatenketchup die in vele landen populair is.
Witte bonen in tomatensaus is een typisch gerecht uit het Engels ontbijt.